# Paris-Bourges 2013
Paris-Bourges 2013 est la 63e édition de la course cycliste française Paris-Bourges se déroulant le 10 octobre 2013 entre Gien (Loiret) et Bourges (Cher), sur une distance de 190,3 kilomètres.
La course fait partie du calendrier UCI Europe Tour 2013 en catégorie 1.1 et est remportée par l'Allemand John Degenkolb (Argos-Shimano).

## Présentation

### Équipes
20 équipes sont au  départ de la course : sept équipes UCI WorldTeam, huit équipes continentales professionnelles et cinq équipes continentales.
| ProTeams (7)- Argos-Shimano - FDJ.fr - AG2R La Mondiale - Saxo-Tinkoff - Euskaltel-Euskadi - Katusha - Vacansoleil-DCM Équipes continentales professionnelles (8)- Bretagne-Séché Environnement - Crelan-Euphony - IAM Cycling - CCC Polsat Polkowice - Topsport Vlaanderen-Baloise - Sojasun - Cofidis, Solutions Crédits - Team Europcar Équipes continentales (5)- Roubaix Lille Métropole - BigMat-Auber 93 - La Pomme Marseille - Differdange-Losch - Wallonie-Bruxelles |
| |

## Classement final
| \| Classement général \| Classement général \| Classement général \| Classement général \| Classement général \| \| Coureur \| Coureur \| Pays \| Équipe \| Temps \| \| ------------------ \| ------------------ \| ------------------ \| ------------------ \| ------------------ \| \| 1er \| John Degenkolb[1] \| Allemagne \| Argos-Shimano \| 4 h 38 min 00 s \| \| 2e \| Arnaud Démare \| France \| FDJ.fr \| + 0 s \| \| 3e \| Samuel Dumoulin \| France \| AG2R La Mondiale \| + 0 s \| \| 4e \| Heinrich Haussler \| Australie \| IAM Cycling \| + 0 s \| \| 5e \| Rudy Barbier \| France \| Armée de terre \| + 0 s \| \| 5e \| Davide Appollonio \| Italie \| AG2R La Mondiale \| + 0 s \| \| 7e \| Mickaël Delage \| France \| FDJ.fr \| + 0 s \| \| 8e \| Lloyd Mondory \| France \| AG2R La Mondiale \| + 0 s \| \| 9e \| Cyril Lemoine \| France \| Sojasun \| + 0 s \| \| 10e \| Thomas Damuseau \| France \| Argos-Shimano \| + 0 s \| |                   |           |                  |                 |
| |                   |           |                  |                 |
| Source : ProCyclingStats |                   |           |                  |                 |
| Classement général |                   |           |                  |                 |
| Coureur | Coureur           | Pays      | Équipe           | Temps           |
| 1er | John Degenkolb    | Allemagne | Argos-Shimano    | 4 h 38 min 00 s |
| 2e | Arnaud Démare     | France    | FDJ.fr           | + 0 s           |
| 3e | Samuel Dumoulin   | France    | AG2R La Mondiale | + 0 s           |
| 4e | Heinrich Haussler | Australie | IAM Cycling      | + 0 s           |
| 5e | Rudy Barbier      | France    | Armée de terre   | + 0 s           |
| 5e | Davide Appollonio | Italie    | AG2R La Mondiale | + 0 s           |
| 7e | Mickaël Delage    | France    | FDJ.fr           | + 0 s           |
| 8e | Lloyd Mondory     | France    | AG2R La Mondiale | + 0 s           |
| 9e | Cyril Lemoine     | France    | Sojasun          | + 0 s           |
| 10e | Thomas Damuseau   | France    | Argos-Shimano    | + 0 s           |